# Jaime Lissavetzky
Jaime Lissavetzky Díez, né le 27 septembre 1951 à Madrid, est un homme politique espagnol membre du Parti socialiste ouvrier espagnol (PSOE).

## Biographie

### Formation et parcours d'universitaire
Après avoir obtenu un doctorat de chimie à l'université complutense de Madrid, il devient en 1977 professeur adjoint de chimie organique à l'université d'Alcalá de Henares. Parallèlement, il donne des cours chimie pharmaceutique aux doctorants de son université, de la complutense et de l'université autonome de Madrid.
En 1979, il intègre le Conseil supérieur de la recherche scientifique (CSIC), où il occupe un poste de scientifique titulaire à l'Institut de chimie médicale.

### Conseiller du gouvernement de Madrid
Membre du Parti socialiste ouvrier espagnol à partir de 1974, il est élu député à l'Assemblée de Madrid lors de l'élection régionale du 8 mai 1983. Pour ce premier mandat, il siège à la députation permanente.
À la suite de la démission de Manuel de la Rocha, le président de la communauté de Madrid Joaquín Leguina décide de le nommer conseiller à l'Éducation et à la Jeunesse au mois de septembre 1985. Il est reconduit après l'élection régionale du 10 juin 1987.
Après l'élection régionale du 26 mai 1991, il devient « l'homme fort » de l'exécutif régional, en tant que conseiller à l'Éducation, à la Culture et aux Sports, et porte-parole du conseil de gouvernement.

### Secrétaire général de la FSM-PSOE
Dans le cadre du VIIe congrès de la Fédération socialiste madrilène-PSOE (FSM-PSOE), il fait partie avec le conseiller à la Santé Pedro Sabando des favoris pour le secrétariat général ; si Sabando est plus apprécié par la gauche du parti, Lissavetzky dispose de plus de soutiens en interne. Finalement, Joaquín Leguina choisit son conseiller à l'Éducation, approuvé par la gauche du parti en échange du choix du titulaire du poste de secrétaire à l'Organisation.
Devenu secrétaire général de la FSM-PSOE, Jaime Lissavetzky désigne Sabando comme vice-secrétaire général, tandis que le chef de file de l'aile gauche José Acosta conserve ses fonctions de président de la commission exécutive ; le reste des postes se répartit à égalité entre les deux courants socialistes et Lissavetzky perd ses responsabilités de porte-parole du gouvernement régional.
Après que la FSM-PSOE a perdu le pouvoir lors de l'élection régionale du 28 mai 1995, il met sa charge à disposition du parti, qui refuse qu'il démissionne et que soit convoqué un congrès extraordinaire. À l'ouverture de la législature, il est même choisi comme porte-parole du groupe parlementaire et donne la réplique à Alberto Ruiz-Gallardón dans le débat d'investiture.

### Passage à la politique nationale
Il est élu au Sénat par l'Assemblée de Madrid en mars 1996, en prévision de l'ouverture de la VIe législature des Cortes Generales. À la chambre haute, il est deuxième vice-président de la commission de l'Éducation et de la Culture, membre de la commission générales des communautés autonomes et de la commission bicamérale pour la Recherche scientifique et le Développement technologique.
Le 24 octobre 1997 s'ouvre le VIIIe congrès de la Fédération socialiste madrilène-PSOE, marqué par une forte division entre les rénovateurs de Lissavetzky et l'aile gauche d'Acosta, qui envisage sérieusement de se présenter au poste de secrétaire général. Lors du vote pour la liste de la commission exécutive régionale, celle des rénovateurs l'emporte par 335 voix contre 257 à celle de la gauche ; Acosta cède alors la présidence à la députée et ancienne ministre Cristina Alberdi, tandis que la nouvelle direction reçoit le plein appui du nouveau secrétaire général national du parti, Joaquín Almunia. Pour l'élection régionale du 13 juin 1999, il laisse à Cristina Almeida, venue de la Gauche unie (IU), prendre la tête de liste et se présenter à la présidence de la Communauté de Madrid. Après le scrutin, remporté par Alberto Ruiz-Gallardón, ils partagent le poste de porte-parole socialiste à l'Assemblée de Madrid.
Moins d'un an plus tard, il se présente aux élections législatives du 12 mars 2000, en huitième position sur la liste socialiste de Madrid. Élu au Congrès des députés, il abandonne son mandat régional. Il prend les fonctions de deuxième vice-président de la commission de la Science et de la Technologie, et siège à la commission de l'Éducation, de la Culture et des Sports. Il renonce à se succéder au secrétariat général de la FSM-PSOE, lors du IXe congrès qui a lieu en novembre.
Après la victoire des socialistes aux élections législatives du 14 mars 2004, il est choisi comme président du Conseil supérieur des Sports (CSD), un poste qui a rang de secrétaire d'État. Lors de sa prise de fonction, le 19 avril suivant, il affiche comme objectif « d'amener le système sportif espagnol à un maximum de transparence et propreté ». Il est reconduit dans ses fonctions à la suite des élections législatives du 12 mars 2008.

### Candidat à Madrid en 2011
En août 2010, le secrétaire général du PSOE et président du gouvernement José Luis Rodríguez Zapatero annonce qu'il sera le candidat socialiste à la mairie de Madrid. Bien qu'il appuie Trinidad Jiménez dans la primaire interne régionale, le secrétaire général du PSM-PSOE Tomás Gómez, adversaire de Jiménez, apporte tout son soutien à Lissavetzky. Lors d'une réunion avec le groupe municipal le 3 septembre, il reçoit l'aval des 18 conseillers municipaux socialistes.
Lors du scrutin, la liste socialiste doit se contenter de 364 600 voix, soit 24,63 % des suffrages exprimés et 15 élus sur 57 au conseil municipal de la capitale espagnole. Au début du mandat, il devient porte-parole du groupe socialiste.
Le 15 septembre 2014, revenant sur ses déclarations précédentes, il renonce à se présenter aux primaires socialistes pour la désignation du candidat à la mairie de Madrid pour les élections municipales de 2015 ; il explique à cette occasion qu'il se retire de la vie politique et ne sera plus candidat à aucune élection.